# Smaragdgroene zomervlinder
De smaragdgroene zomervlinder (Chlorissa viridata) is een nachtvlinder uit de familie van de spanners (Geometridae). 
De soortaanduiding viridata verwijst naar de groene vleugelkleur (viridis betekent groen).

## Kenmerken
De voorvleugellengte bedraagt tussen de 11 en 13 mm. De basiskleur van de voorvleugel is groen, maar vergeelt snel. Op de achtervleugel bevindt zich een en op de voorvleugel twee rechte witte dwarslijnen. De costa van de voorvleugel is bruingeel.

## Waardplanten
De smaragdgroene zomervlinder gebruikt struikhei, berken en wilgen als waardplanten. De rups is te vinden in juli en augustus. De soort overwintert als pop.

## Voorkomen
De soort komt verspreid van West-Europa tot Oost-Azië voor. De habitat wordt gevormd door niet te droge heide.

### Nederland en België
De smaragdgroene zomervlinder is zeldzaam in Nederland en zeer zeldzaam in België. De vlinder kent jaarlijks een generatie die vliegt van mei tot juli.